# تاورس واتسون

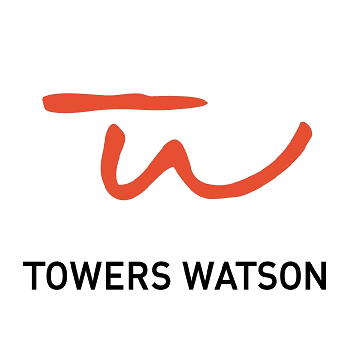
لوگوی تاورس واتسون

تاورس واتسون (انگلیسی: Towers Watson) شرکت خدمات حرفه‌ای آمریکایی است، که در سال ۲۰۱۰ تأسیس شد.